# Harry Weil
Harry Weil (Cincinnati, 20 gennaio 1878 – Los Angeles, 23 gennaio 1943) è stato uno sceneggiatore e attore statunitense.
Iniziò la carriera come aiuto regista.

## Biografia
Harry Weil nacque a Cincinnati, nell'Ohio, il 20 gennaio 1878. Ormai quarantenne, si avvicinò al cinema nei primissimi anni venti come aiuto regista di Frank Lloyd con cui collaborò nel 1921 e nel 1922. Insieme a Lloyd, Weil scrisse a quattro mani anche la sceneggiatura di Oliver Twis, la versione del 1922 del capolavoro di Dickens interpretata da Jackie Coogan. In dodici anni, dal 1928 al 1940, comparve come attore in sei film.

## Filmografia
La filmografia è completa. 

### Sceneggiatore
- Oliviero Twist (Oliver Twist), regia di Frank Lloyd - sceneggiatura (1922)
- Circus Days, regia di Edward F. Cline - adattamento (1923)

### Aiuto regista
- A Tale of Two Worlds, regia di Frank Lloyd (1921)
- The Invisible Power, regia di Frank Lloyd (1921)
- The Sin Flood, regia di Frank Lloyd (1922)
- Circus Days, regia di Edward F. Cline (1923)

### Attore
- Hubby's Weekend Trip, regia di Harry Edwards (1928)
- In fondo ai mari (Seas Beneath), regia di John Ford(1931)
- La piccola emigrante (Delicious), regia di David Butler
- Little Miss Thoroughbred, regia di John Farrow (1938)
- Notre Dame, regia di William Dieterle (193)
- Triple Justice, regia di David Howard (1940)